# Міський коледж Нью-Йорка
Сіті-коледж (англ. City College of the City University of New York) — основний і найстаріший коледж Міського університету Нью-Йорка. Його кампус площею близько 14 га розташований уздовж Конвент-авеню, в районі Гамільтон-Хайтс на Манхеттені
Заснований в 1847 на кошти заможного бізнесмена Таунсенда Харріса. Сіті-коледж був першим вільним громадською установою вищої освіти в Сполучених Штатах Америки, а також протягом багатьох років вважається флагманським кампусом CUNY
Восени 2011 року в коледжі налічувалося 16 544 студентів, що навчалися на бакалаврів, магістрів, докторів в області архітектури, інженерної справи, вільних мистецтв і наук, освіти, біомедицини, психології та ін. Студентський склад Сіті-коледжу один з найрізноманітніших в США і об'єднує представників 162 країн світу.

## Відомі випускники
Серед випускників Сіті-коледжу багато видатних учених, інженерів, політиків, бізнесменів, письменників та ін, що зробили значний вплив на розвиток науки і суспільства.
11 лауреатів Нобелівської премії:
- Джуліан Швінгер
- Арно Аллан Пензіас
- Леон Ледерман
- Артур Корнберг
- Генрі Кіссінджер
- Джером Карлі
- Роберт Хофштедтер
- Герберт Аарон Гауптман
- Ісраель Ауманн
- Кеннет Ерроу
- Джуліус Аксельрод.

Також його випускники:
- Американський фінансист Бернард Барух
- Соціолог і публіцист, засновник теорії постіндустріального суспільства Даніель Белл
- Відомий вчений-механік Бернард Будянський
- Засновник корпорації Intel Ендрю Стівен Гроув
- Новатор в області виробництва іграшок для дітей Френк Каплан
- Американський модельєр і бізнесмен Ральф Лорен
- 65-й державний секретар Колін Пауелл
- Математик і один із засновників багатозначної логіки Еміль Пост
- Фізик-теоретик, один із творців теорії струн Леонард Сасскінд
- Дослідник і вірусолог Джонас Солк
- Автор теорії когнітивного дисонансу Леон Фестінґер
- Інженер і винахідник Герман Голлеріт
- Винахідник протоколу TCP і IP Роберт Еліот.